# Condrea (okręg Gałacz)
Condrea – wieś w Rumunii, w okręgu Gałacz, w gminie Umbrărești. W 2011 roku liczyła 514 mieszkańców.